# Yari
Der Yari (jap. 鎗, auch 槍 oder 鑓) ist eine japanische Lanze mit langem Nakago (Angel).

## Beschreibung
Die Länge der Klinge variiert zwischen 15 cm und mehr als 60 cm. Der Schaft war bis zu 240 cm lang. Die meisten größeren Yari waren schmiedetechnisch wie Nihonto aus laminiertem Stahl und partiell gehärtet aufgebaut.
Der Schaft ist in der Regel lackiert, manchmal auch die Saya. Wie bei Schwertern konnten auch hier Metallbeschläge, schmückende Einlagen (Perlmutt, Eierschalen und Rochenhaut) Verwendung finden.
Neben dem Langschwert Katana galt der Yari als effektivste Waffe im Nahkampf während der Schlacht, vor allem für die Ashigaru (Fußsoldaten).
Sie wurde auch von den Samurai verwendet und hatte ihre größten Vorteile, ähnlich der Naginata, im Kampf gegen berittene und gepanzerte Gegner. Der Yari wurde nur im Nahkampf verwendet und nicht geworfen (Unterschied zwischen Lanze und Speer).

## Typen und Benennung
Die Benennungen unterscheiden sich vielfach. Es gibt Obergruppen, die in unterschiedlicher Ausführung auch unterschiedlich benannt sind. Es gibt verschiedene Klingenformen, zum Beispiel:
- Sankaku Yari

1. Standardform, Klinge gerade, in stark variierenden Längen, Querschnitt dreieckig, zwei parallele Schneiden. Oft mit BOHI (Hohlkehle) auf der Flachseite

- Hoko

1. Klinge gerade, blattförmig. Frühe Version des Yari

- Fukuro Yari

1. meist kurze, gerade, zweischneidige Klinge; keine Angel, sondern eine Tülle.

- Omi Yari

1. Klinge gerade, lang und zweischneidig.

- Sasaho Yari

1. Klinge in Form eines breiten Bambusblatts. Gerade, dreieckiger Querschnitt, zweischneidig.

- Futamata Yari

1. Klinge gerade, breit, vom Schaft zum Ort gleich breit, Schaft mit Parierhaken.

- Katagama Yari

1. Zwei Klingen, eine gerade Klinge zweischneidig, die zweite Klinge im rechten Winkel abbiegend kurz vor dem Schaft, Klinge gerade und zweischneidig.
2. Zwei Klingen, eine gerade, zweischneidig und blattförmig, zweite Klinge zweischneidig, kurz vor dem Schaft im rechten Winkel abgebogen, Ort gebogen und länger als die erste Klinge.
3. Zwei Klingen, eine gerade und sehr kurz, bolzenförmig, leicht spitz, zweite Klinge im rechten Winkel kurz vor dem Schaft abbiegend, Klinge gerade und keilförmig, wesentlich länger als Klinge eins.

- Jumonji-Yari (十文字槍), auch Magari Yari genannt.

1. Drei Klingen, t-förmig, erste Klinge gerade und zweischneidig, zweite und dritte Klinge kurz hinter dem Heft nach rechts und links abbiegend, beide gerade und zweischneidig.
2. Drei Klingen, t-förmig, erste Klinge gerade und zweischneidig, zweite und dritte Klinge kurz vor dem Heft nach rechts und links abbiegend, einem liegenden s ähnlich.
3. Drei Klingen, t-förmig, erste Klinge gerade und zweischneidig, zweite und dritte Klinge kurz vor dem Heft nach rechts und links abbiegend, Klingen leicht gebogen und am Ende hakenförmig.
4. Drei Klingen, t-förmig, erste Klinge gerade und zweischneidig, zweite und dritte Klinge kurz vor dem Heft nach rechts und links abbiegend, kurz und stumpf.
5. Drei Klingen, t-förmig, erste Klinge gerade und zweischneidig, zweite und dritte Klinge kurz vor dem Heft nach rechts und links abbiegend, zweischneidig und halbmondförmig.

- Kagi Yari

1. Eine Klinge, die am vorderen Ende (Ort) im rechten Winkel abgebogen ist. Ort abgeschrägt, zweischneidig.

- Yajiri nari Yari

1. Die Klinge ist zweischneidig und hat die Form einer japanischen Pfeilspitze (Yanone).

- Kikuchi Yari

1. Klinge in der Form eines japanischen Tantō oder einer Messerklinge. Zweischneidig. Normale Schneide und zusätzlich etwa ein Drittel des Klingenrückens vom Ort zum Heft.

- Zuki nari Yari

1. Klinge halbmondförmig, im nach vorn zeigenden, konkaven Bereich scharf.

- Chidori Jumonji Yari

1. Drei Klingen. Die mittlere, lange Klinge ist blattförmig und wird vom Heft zum Ort erst schmaler und nahe dem Ort wieder breiter. Kreuzförmig angeordnete, halbmondförmige Seitenklingen rechts und links der Mittelklinge. Der zum Ort zeigende Bereich ist scharf, ebenso die zum Schaftende zeigenden Seiten der Klingen. Zum Schaftende hin sind die Seitenklingen ähnlich einem Fledermausflügel geformt (siehe Galerie).[1][2][3][4]

Diese Auflistung erhebt keinen Anspruch auf Vollständigkeit. Insgesamt gibt es über 700 Versionen, die unterschiedlich benannt sind und unterschiedlich ausgeformte Klingen enthalten.

## Klingenformen (Querschnitt)

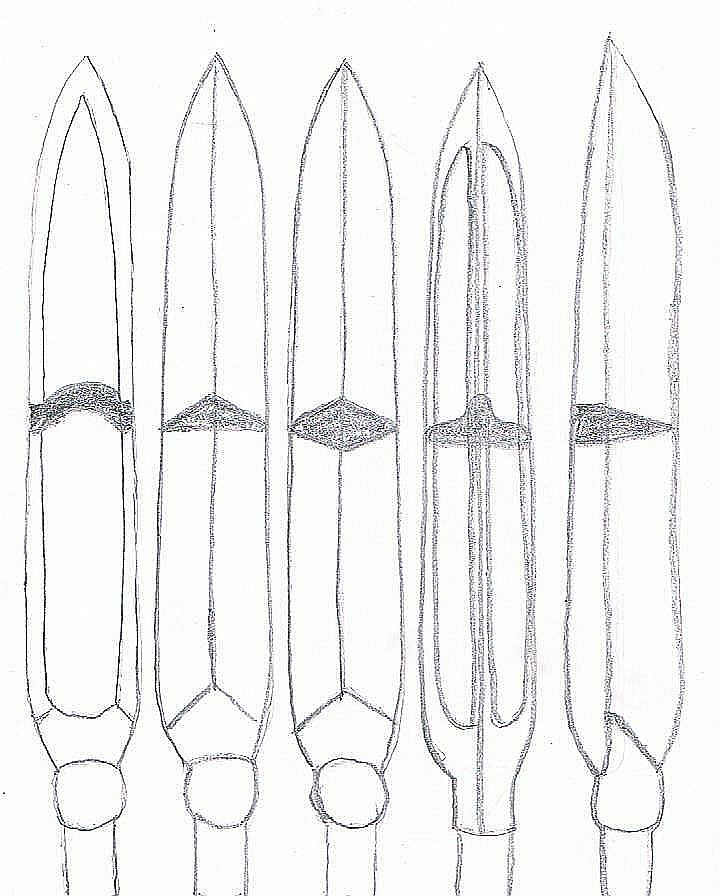
Querschnittsformen der Yari-Klingen

## Galerie

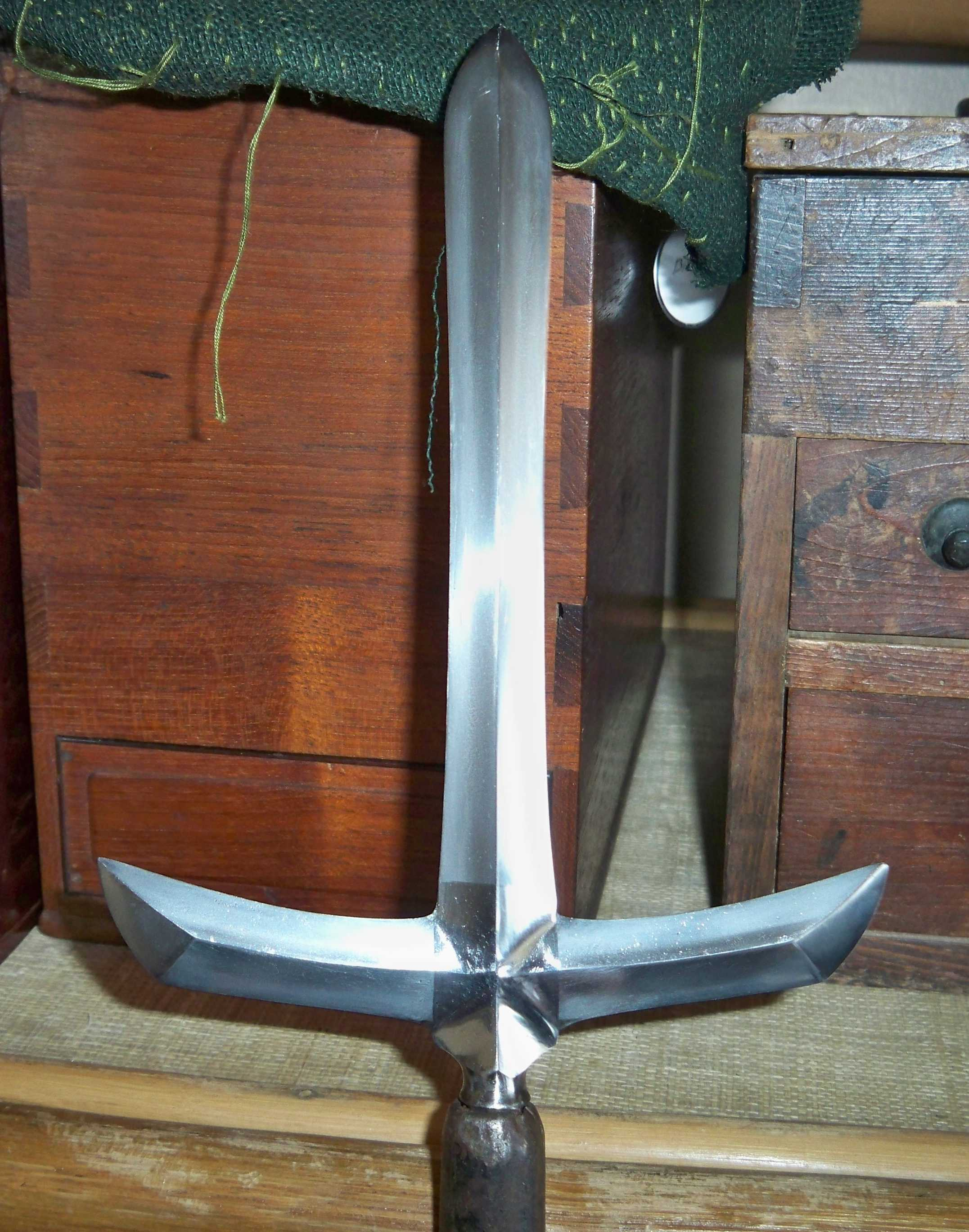
Jumonji Yari
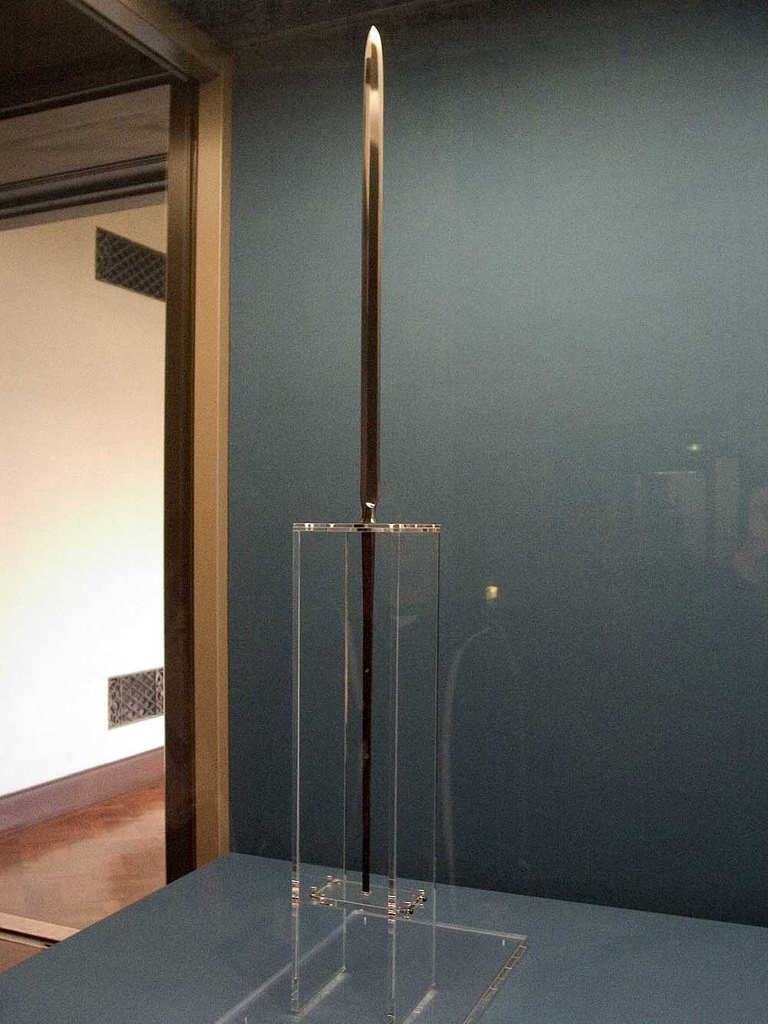
Omi Yari
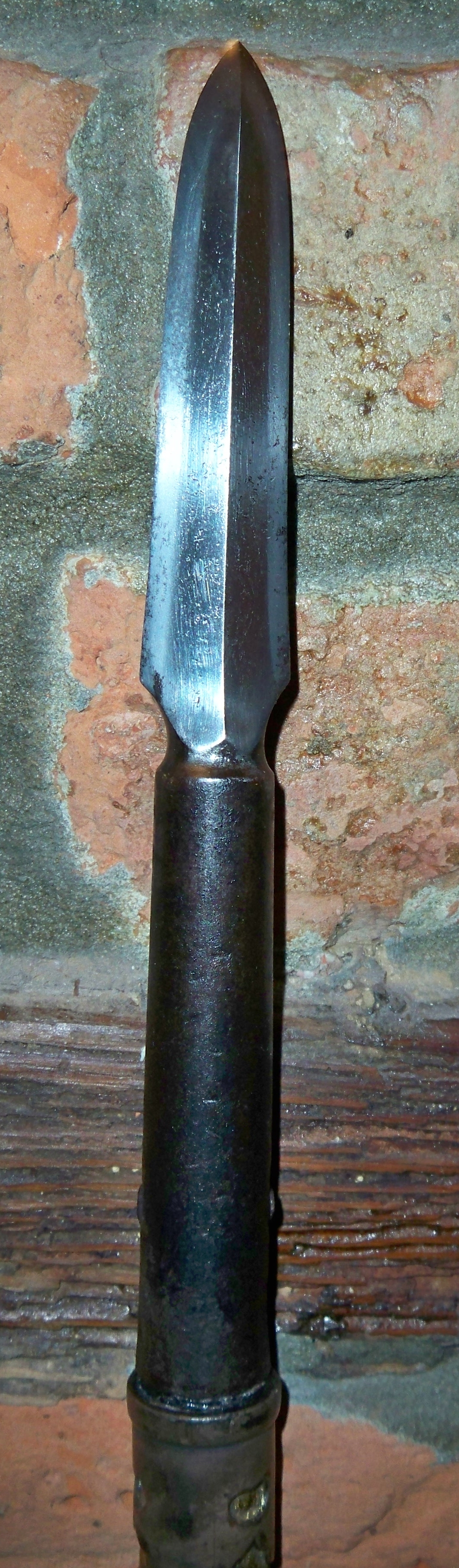
Ryo shinogi fukuro Yari
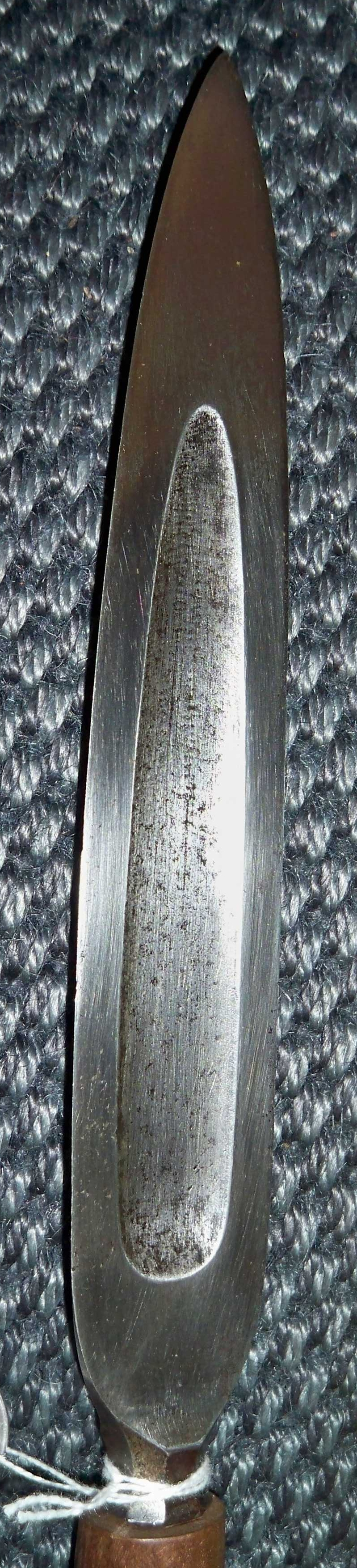
Sasaho hira sankaku Yari
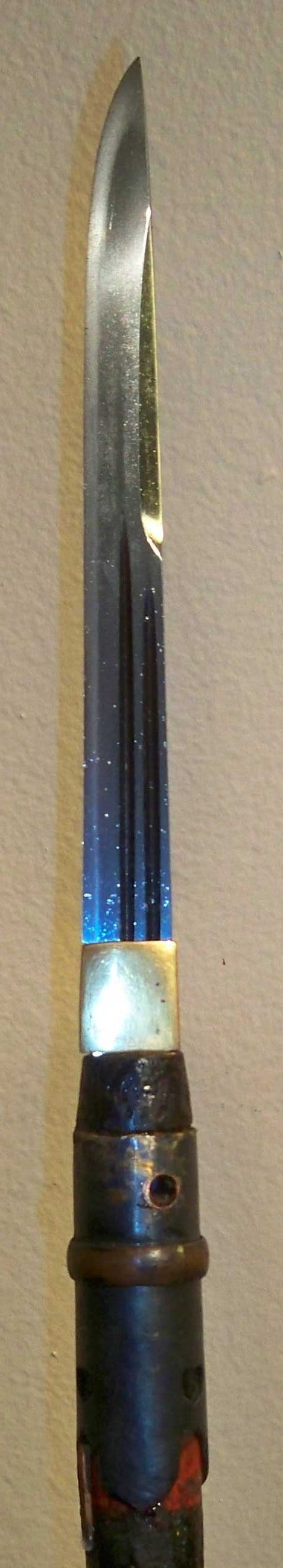
Kikuchi Yari
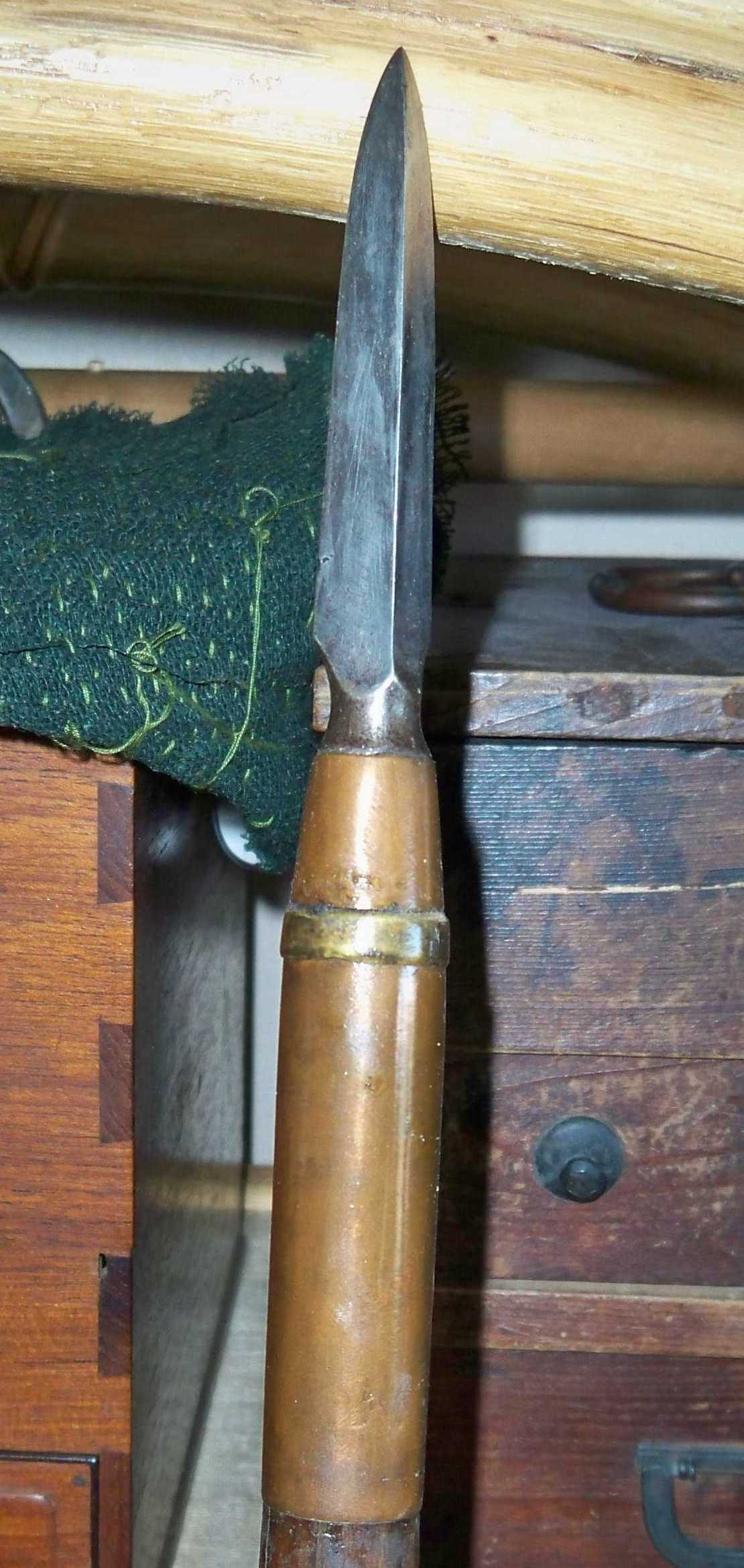
Sansaku Yari
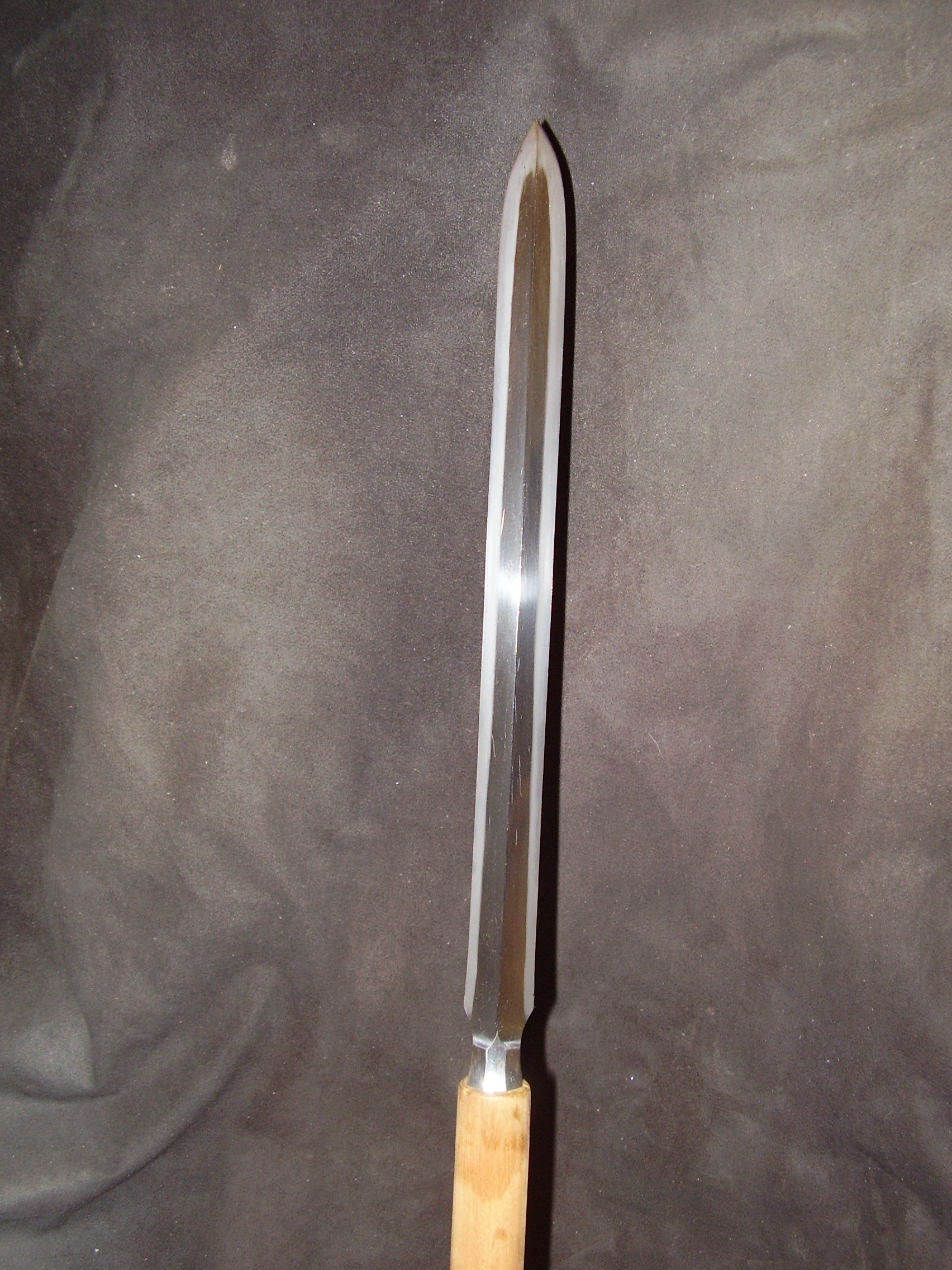
Su Yari
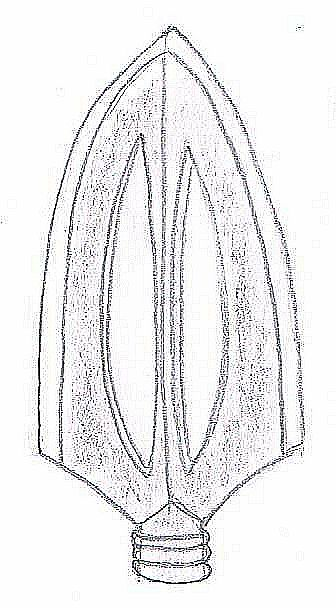
Ja Yiri Nari Yari
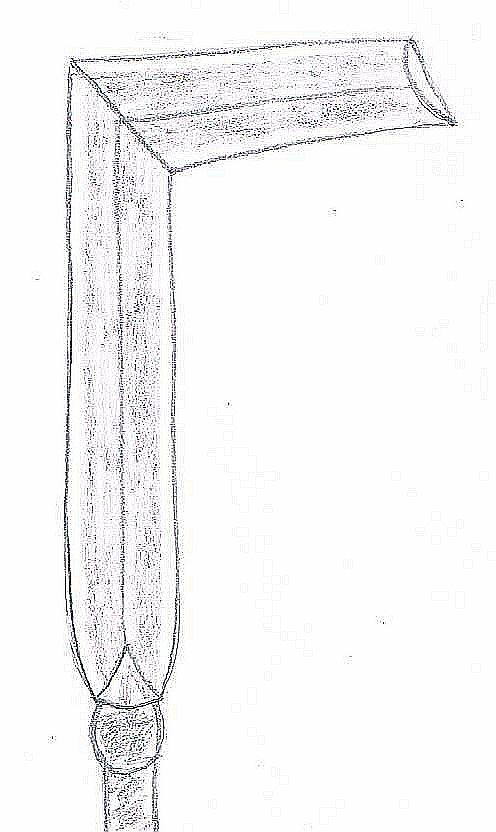
Kaga Nari Yari
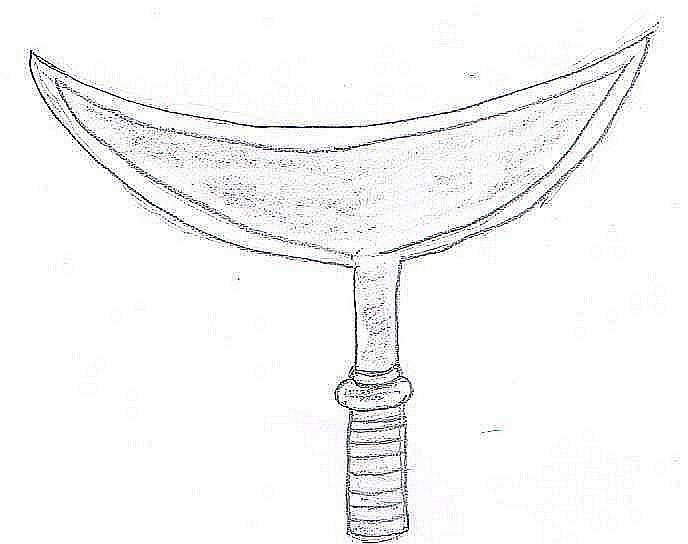
Tsugi Nari Yari
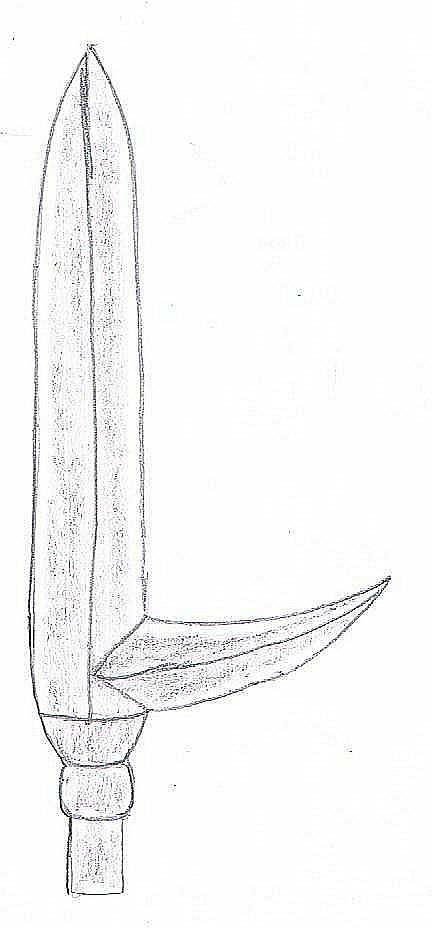
Katagama Yari
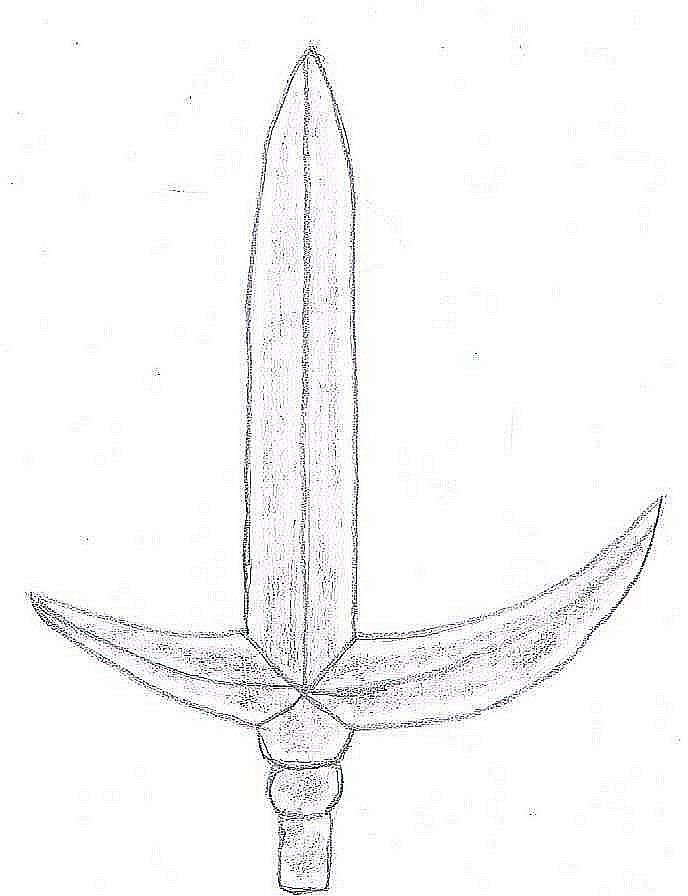
Katagama Yari